# Maurizio Bianchi

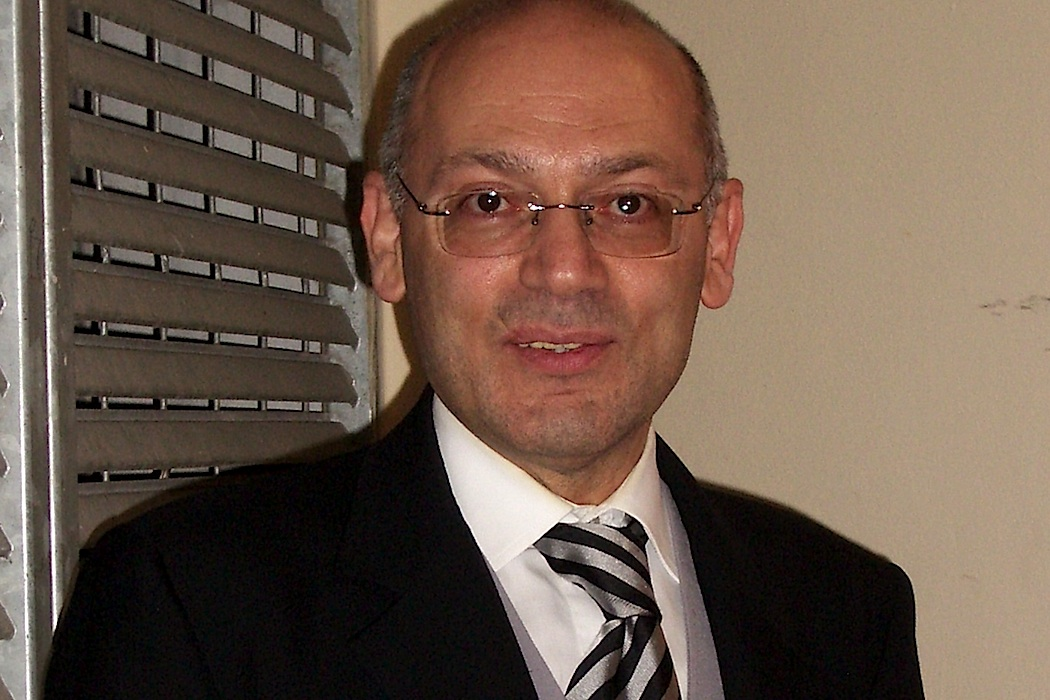
Maurizio Bianchi

Maurizio Bianchi (* 4. Dezember 1955 in Pomponesco nahe Mantua) ist ein italienischer Pionier der Noise- und Industrial-Musik.

## Leben
Bianchi verließ Pomponesco als Vierjähriger gemeinsam mit seinen Eltern, die aus wirtschaftlichen Gründen nach Mailand zogen, wo Bianchi aufwuchs. Um 1976 verstand er sich zwar als Punk, löste sich aber wieder davon, da er die Bewegung zunehmend als instrumentalisiert empfand.
Seit 1983 arbeitet er als Empfangschef in einem Mailänder Hotel. 1984 war Bianchi an einen persönlichen Endpunkt gekommen, den er allein mit den Mitteln seiner Musik nicht mehr überwinden konnte. Ein Verharren wäre hier fatal gewesen, er „säße nur noch in seinem Zimmer. Wartend auf den Halt der Biologie. Wartend auf das Sterben der Atome.“ (G.X. Jupitter-Larsen von The Haters über MB).
Bianchi wollte seinem Leben eine neue Richtung geben, zog sich aus dem Musikgeschäft zurück, wurde religiös und bekannte sich zu den Zeugen Jehovas, denen er bis heute angehört. Am 29. Oktober des Jahres heiratete er seine Frau Teresa, mit der er bis heute zusammenlebt. In seinem neuen Wohnort Opera bei Mailand ist Bianchi gegenwärtig (2006) aktiv als Ältester der örtlichen Gemeinde der Zeugen Jehovas.

## Werk

### 1976 bis 1984
Bianchi kam 1976 aus dem Punkumfeld, wo er mit einer akustischen Gitarre zu experimentieren begann. Bianchi nahm diese Versuche nicht auf, er bezeichnet sie als nur in seinem „archaischen Gedächtnis“ vorhanden (“they are concealed in my archaic memory”).
Nachdem er seit längerem Berichte und Rezensionen in italienischen Fanzines und Zeitschriften über insbesondere die englische Industrialszene verfasst hatte, begann Bianchi 1979 selbst Musik zu produzieren. Als Instrumentarium benutzte er unter dem Namen Sacher-Pelz zunächst einfach einen Plattenspieler und Tonbandgerät, um Tapeloops aufzunehmen. Die ersten Aufnahmen waren im Stil der Musique concrète. Seit 1980 arbeitete er unter dem Namen MB unter Verwendung elektronischen Instrumentariums, anfangs mit einem KORG MS 20-Synthesizer und einem Zweispur-Kassetten-Aufnahmegerät, später kamen noch weitere elektronische Instrumente hinzu. Er nahm auf mit dem selbsterklärten Ziel „in meinen radikalen Arbeiten den Hörer auf den elektrischen Stuhl zu setzen, mit seinem Blut zu gurgeln und sein Nervensystem zu verletzen. Das kann man sadistisch finden, aber es ist resolut, eindeutig und ohne Kompromisse“. Aus dieser Haltung heraus veröffentlichte er in kurzer Zeit viele Kassetten.
Zu dieser Zeit suchte Bianchi auch Anschluss an die englische Industrial- und Noiseszene zu finden. Seit 1979 korrespondierte er mit Nigel Ayers, Kopf der Nocturnal Emissions und sandte Tapes an das britische Label Come Org, die positiv in dessen Hauszeitung Kata besprochen wurden. Für spätere Ausgaben der Kata lieferte Bianchi auch einige Beiträge. Trotzdem wurde er in London nicht besonders ernst genommen und das Interesse an seinen Tapes war nahe null.
1981 ermöglichten ihm William Bennett, der Inhaber von Come Org, und Ayers, der Sterile Records leitete, gleichzeitig die Veröffentlichung erster LPs. Die Veröffentlichung der – nur in einer Auflage von 227 Stück erschienenen und heute als Klassiker angesehenen – Symphony For A Genocide (dt. Symphonie für einen Völkermord), war eher eine Gefälligkeit von Ayers und wurde von Bianchi größtenteils selbst finanziert. Bennett allerdings bot ihm einen „richtigen“ Plattenvertrag an, und Bianchi, der sehr schlecht Englisch sprach, unterzeichnete in gutem Glauben. Der Vertrag basierte jedoch auf einem „Witzvertrag“, den Steven Stapleton von Nurse With Wound entworfen hatte, und nahm Bianchi alle Rechte an seinem Werk. Nach Ablieferung der Bänder wurden in diese nachträglich Reden von Nazi-Größen eingespielt, Marschmusik eingeblendet, Synthesizer hinzugefügt und das Album anstatt unter dem eher „unspektakulären“ Namen MB unter dem reißerischen Pseudonym Leibstandarte SS MB als Triumph Of The Will veröffentlicht. Auch eine zweite, ursprünglich als Wiedergutmachung gedachte Veröffentlichung, das Album Weltanschauung, erschien nicht ohne (wenn auch geringere) Manipulationen. Bianchi versuchte zeitweise, diese Manipulationen nach außen zu vertreten, distanzierte sich aber später davon, weil er die Änderungen als einem „pubertären Nazi-Flirt“ entsprungen sah, dementsprechend werden die beiden Alben von Bianchi selbst auch heute nicht mehr als Teil seiner Diskographie angesehen. Als Resultat aus dieser Enttäuschung entschied sich Bianchi 1982, seine weiteren Arbeiten wieder selbst zu veröffentlichen.
Aus einer Kombination dieser negativen Erfahrung, seiner geographischen Isoliertheit (Italien lag weitab von den europäischen Zentren des Noise bzw. Industrial) und einer gewissen Eigenbrötlerei blieb Bianchi anderen Szenen danach meist relativ fern. Nach der persönlichen Enttäuschung entstand nur noch ein loser Kontakt mit den Haters, auf deren Label in den USA es Anfang der 1990er Jahre noch zur Veröffentlichung zweier Alben mit unveröffentlichtem und seltenen Material kam.
Bis zu seinem langjährigen Verstummen 1984 veröffentlichte Bianchi intensiv, darunter insgesamt zehn Alben und zahlreiche Kassetten pro Jahr, sowie Beiträge zu Compilations. Seine Veröffentlichungen aus dieser Zeit sind heute gesuchte Sammlerstücke, da sie nur in geringen Auflagen von dreißig (!) bis höchstens achthundert Exemplaren erschienen sind. 1982 brachte er mit Mectpyo Bakterium ein ruhigeres Album heraus. Am 1. Januar 1983 dann kam es, gemeinsam mit Edgardo Cellerino, zum bisher einzigen Liveauftritt von Bianchi in einer Lokalradio-Station namens Radio Popolare, später veröffentlicht unter dem Titel Das Testament. Bianchi komponierte auch Filmmusiken für die zwei Filmprojekte Mörder Unter Uns (Regie: Paul Hirst) und Armagheddon.

### 1998 bis heute
Emanuele Carcano, Betreiber des Avantgardelabels Alga Marghen, hatte lange Zeit nach Bianchi gesucht. Ende 1997 endlich fand er ihn und überzeugte ihn, musikalisch neu zu beginnen. Speziell für ihn gründete Carcano ein eigenes Label, EEs'T Records. Für die Öffentlichkeit unerwartet kam es so 1998 zur Veröffentlichung von Colori, einem Konzeptalbum zum Thema Farben. Der erste Teil einer Trilogie, dem 1999 First Day Last Day und 2001 abschließend Dates folgten, war noch immer experimentell, zeigte aber einen deutlich gereiften Stil. Abseits reiner Apokalyptik, des banalen Spiels mit dem Schock und des für den frühen Industrial so typischen „Nazi-Lager-Kitsches“ wandte sich Bianchi hier philosophisch-religiösen Fragen zu und nahm musikalisch Elemente des Ambient auf. In einem Interview kommentierte er den Stilwechsel damit, dass er früher „in einem Netz von seinen Tönen und Albträumen“ gefangen war, sich nun aber frei fühle, sein wahres Inneres auszudrücken. (“I was in the web of my own sounds and nightmares. In opposite, now I feel really free to express my real internality – and the current works are proof of this”).
Da sich ab dem Anfang der 1990er Jahre mit der zunehmenden Popularisierung des Industrial ein kleiner Kult auch um das Werk Bianchis entwickelt hatte, war es aufgrund der Seltenheit seines Materials regelmäßig zu illegalen Wieder- und Neuveröffentlichungen gekommen, vor allem in Italien und Japan. Bereits mit der zweiten Veröffentlichung auf EEs’T, Symphony of a Genocide, begann Bianchi mit der Neuauflage seiner alten Alben, die bereits 2000 um Bonusmaterial ergänzt wieder vollständig vorlagen. Im Jahr darauf folgten seine Arbeiten als Sacher-Pelz.
Mit Frammenti (2002) und Antarctic Mosaic (2003) machte Bianchi dann deutlich, dass er zumindest im Veröffentlichungstempo an die 1980er Jahre wiederanknüpfte. Kurz darauf zeigte sich aber auch, wie sehr der neue Maurizio Bianchi sich von jenem der 80er Jahre unterschied: zum ersten Mal arbeitete er mit anderen Musikern zusammen, umso überraschender, als dass er zuvor immer betont hatte, wie sehr Einsamkeit eine Voraussetzung seiner Kreativität sei. 2003 bzw. 2004 erschienen Chaotische Fraktale und Letzte Technologie, Kollaborationen mit dem deutschen Musiker Sandro Kaiser alias Frequency In Cycles Per Second, noch 2004 gefolgt von einer Zusammenarbeit mit dem deutschen Duo Telepherique. 2005 kam es dann zu Kollaborationen mit der japanischen Noiselegende Akifumi Nakajima (Aube). Weitere Zusammenarbeiten fanden mit Land Use, Giuseppe Verticchio (Nimh), Matteo Uggeri (Hue) und Sparkle in Grey statt.

## Einflüsse
Bianchi war zum einen beeinflusst durch elektronischen Krautrock aus Deutschland, wie Conrad Schnitzler, Kluster, Organisation, frühe Tangerine Dream, Klaus Schulze, aber auch die junge Industrialbewegung aus England, wie Throbbing Gristle, Monte Cazazza und der Szene um das Label Come Org. Obwohl er sich zu diesen Einflüssen auch bekannte, beantwortete er die Frage nach seinen Einflüssen in einem Interview auch einmal mit dem Satz: „Keine Gruppen, keine Künstler - nur die menschliche Ignoranz.“

## Musik
In seinen Arbeiten verzichtet Bianchi fast vollständig auf Melodien; Rhythmen finden sich zwar, werden aber immer wieder durch plötzliche Brüche, das Weglassen einzelner Schläge bzw. Pausen sowie abrupte Taktwechsel aufgelöst und zerstört. Als strukturierende Elemente finden sich dabei Loops und Drones (ein nicht oder nur wenig variiert durch das Stück konstant durchgehaltenes Geräusch), die Grundlage seiner Kompositionen bilden im klassischen Sinne unangenehme Geräusche (Dissonanzen, Übersteuerungen, hochfrequente Töne, Triller im Bassbereich, Cluster).

## Musikbeispiel
2006 erschien mit dem 2-CD-Set Blut und Nebel ein Remix seiner ersten zehn LPs. Vorab bereits hat Bianchi die erste CD des Sets, das die fünf LPs der Jahre 1981 und 1982 remixt, für die Wikipedia lizenziert. Das über 45 Minuten lange Stück kann hier aus technischen Gründen nicht als ganzes, sondern nur in drei Teilen heruntergeladen werden.
- Blut Und Nebel, CD 1, Teil 1
- Blut Und Nebel, CD 1, Teil 2
- Blut Und Nebel, CD 1, Teil 3

## Diskographie

### Sacher-Pelz
- Cainus, Kassette C-60, 1979, Marquis Tapes
- Venus, Kassette C-60, 1979, Marquis Tapes
- Cease to Exist, Kassette C-60, 1979, Marquis Tapes
- Velours, Kassette C-60, 1980, Marquis Tapes
- Clerzphase, CD-R, 2006, Stridulum Recordings
- In Hoc Urbia Miazi, CD, 2007, Old Europa Café
- Hibakusha, CD-R, 2009, CPS, mit: Amun Cell

#### Werkausgabe
- Mutation For A Continuity, 4CD, 2001, Marquis Records

### Leibstandarte SS MB
Das unter diesem Pseudonym veröffentlichte Material wurde durch William Bennett stark manipuliert. Bianchi lehnt es daher ab, diese Alben als Teil seiner Diskographie zu führen.
- Triumph Of The Will, LP, 1981, Come Org
- Weltanschauung, LP, 1982, Come Org

### MB / Maurizio Bianchi

#### Frühwerk
Angegeben sind jeweils die Daten der Erstveröffentlichung. Fast alle Veröffentlichungen sind im Nachhinein teils mehrfach wiederveröffentlicht worden.
- Noise O Rama, o. J.
- Computer S.P.A, 1980, Eigenverlag
- Gene-P, 1980, Eigenverlag
- Nervo / Hydra, 1980, Eigenverlag
- Mectpyo / Blut, 1980, Eigenverlag
- Com.SA, 1980, Eigenverlag
- Technology I & Technology II, 1980, Eigenverlag (auch als Doppelkassette "Technology I + II")
- Dicembre 1980, Eigenverlag
- Industrial Tape, 1980, Eigenverlag
- I.B.M., 1981, Eigenverlag
- Nh/Hn, 1981, Eigenverlag
- Cold Tape, 1981, Eigenverlag
- Voyeur Tape, 1981, YHR
- Endometrio, 1981, Eigenverlag
- Aktivitat, 1981, Eigenverlag
- Symphony For A Genocide, LP, 1981, Sterile
- Menses, 1981, Eigenverlag
- Mörder Unter Uns / Neuro Habitat, 1981, Eigenverlag
- Examples of Cannibalism, 1982, Eigenverlag
- Regel, LP, 1983, Eigenverlag
- Mectpyo Bakterium, LP, 1983, DYS
- Das Testament, LP, 1983, Eigenverlag
- The Plain Truth, LP, 1983, Broken Flag
- Carcinosi, LP, 1984, Eigenverlag
- Armaghedon, LP, 1984, Eigenverlag

#### Spätwerk
- Colori, CD, 1998, EEs'T Records
- First Day Last Day, CD, 1999, EEs'T Records
- Dates, CD, 2001, EEs'T Records
- Frammenti, CD, 2002, EEs'T Records
- Antarctic Mosaic, CD, 2003, EEs'T Records
- Maurizio Bianchi Plays The Clockwork Orange, LP, 2003, Marquis Records
- Cycles, CD, 2004, EEs'T Records
- A M. B. Iehn Tale, CD, 2005, Small Voices
- Mind Us Trial, 2CD, 2005, EEs'T Records
- M. I. Nheem Alysm, CD, 2005, Silentes
- Dead Colours, CD, 2005, Silentes
- Niddah Emmhna, CD, 2005, Silentes
- Blut Und Nebel, CD, 2006, Slaughter Productions
- The Testamentary Corridor, CD, 2006, Silentes
- Men's True Hated, CD, 2006, Menstrualrecordings
- Carcimetrio, CD-R, 2006, Simple Logic
- Escape to Bela-Zoar, CD, 2006, L. White
- R. C. E., CD-R, 2006, Simple Logic
- Elisionem, CD, 2006, Klanggalerie
- Nevrobatterio, CD-R, 2006, Authorised Version
- Muitnelis, CD-R, 2007, Tibprod
- The Industrious Tubal-Cain, CD-R, 2007, Shasha
- Das Platinzeitalter, CD, 2007, Incunabulum
- Menstruum Regles, CD, 2007, Silentes
- Aybasi, kompakt kassette, 2007, Young Girls records
- The Self-portrait of M. B., CD, 2007, Silentes
- Avaddohn, CD-R, 2007, Transmit
- Zyklusters, CD-R, 2007, Lona Records
- Spiritualis, CD, 2007, Kubitsuri Tapes Int.l
- The Valley Of Deep Shadow, CD, 2008, Menstrualrecordings
- Atholgog, 3" CD-R, 2008, Stridulum Recordings
- Akoustikoriginem, CD-R, 2008, Lona Records
- Inexistence, CD, 2008, Cold Current

#### Netlabel-Veröffentlichungen
- Mokushi XVI, XVI, MP3, 2006, Mirakelmusik
- 603...Annus Mundi, MP3, 2006, Sinewaves, Online:  (ZIP; 62,8 MB)
- Konkrete Klaenge, MP3, 2006, Radical Matters, Online:  (ZIP; 110 MB)

#### Werkausgaben
- Archeo CD-Box, 1999, EEs'T Records (Alben des Frühwerks)
- Archeo II CD-Box, 2000, EEs'T Records (Alben des Frühwerks)
- Archives, LP-Box, 2006, Vinyl-On-Demand, (Kassettenveröffentlichungen des Frühwerks)

### Kollaborationen
- Chaotische Fraktale, CD-R, 2003, CPS, mit: Frequency In Cycles Per Second
- Letzte Technologie, CD-R, 2004, CPS, mit: Frequency In Cycles Per Second
- Final Signal, CD, 2005, CPS, mit: Frequency In Cycles Per Second
- Zehn Tage/Touka, CD, 2004, Afe, mit: Telepherique
- Junkyo, CD, 2005, Noctovision, mit: Aube
- Mectpyo Saisei, CD, 2005, Para Disc, mit: Aube
- Psychoneurose, CD, 2005, Manifold, mit: Land Use
- Secluded Truths, CD, 2005, Silentes, mit: NIMH
- Together's Symphony, CD, 2005, Silentes, mit: NIMH
- Arkaeo Planum, CD, 2006, Small Voices, mit: TH26
- The House Of Mourning, CD, 2006, Radiotarab/Coldcurrent, mit: Telepherique
- Endokraniosis, CD-R, 2006, Tibprod, mit: Siegmar Fricke
- Genologic Technocide, CD, 2006, Spatter/Pagan Moon, mit: MDT
- The Epidemic Symphony No. 9, CD, 2006, Octpia, mit: Nobu Kasahara und Hitoshi Kojo
- Stroma-Konkret, CD, 2006, Monochrome Vision, mit: Siegmar Fricke
- Environmental Meditations, CD, 2006, Tophet Prophet, mit: Maor Appelbaum
- Regolelettroniche, CD, 2007, Baskaru, mit: Emanuela de Angelis
- Micromal Sonorities, CD, 2007, Artecnico Inc., mit: Saverio Evangelista
- Psalmodiam, CD-R, 2007, Menstrualrecordings, mit: MDT
- Chaotische Fraktale/Letzte Technologie, 2CD, 2007, Silentes, mit: F.I.C.P.S.
- Neural Frequencies, 3" CD, 2007, Steinklang Industries, mit: Land Use
- Electrostatic Deflection, CD, 2007, Silentes, mit: Maor Appelbaum
- Der Abgrund, CD, 2007, Silentes, mit: Frequency In Cycles Per Second
- Erimos, CD, 2007, Digitalis Industries, mit: Hue and Fhievel
- Nefelodhis, CD, 2007, Cold Current, mit: Sparkle in Grey
- PU 94, CD-R, 2007, Simple Logic, mit: Craig Hilton
- Primordium, CD-R, 2007, The Eastern Front, mit: Siegmar Fricke
- TSE-K, LP, 2007, Small Voices, mit: Land Use
- Paradoxos, CD-R, 2008, Tibprod, mit: Cheapmachines
- M. Plus T., CD, 2008, Silentes, mit: Atrax Morgue
- Alienation, CD, 2008, Finalmuzik, mit: Claudio Rocchetti
- Innervation, CD-R, 2008, Afe, mit: Maor Appelbaum
- Isometrie Sonore, Vinile 12", 2013, Maurizio Bianchi, Massimo Croce, Xxena, D.B.P.I.T., cooproduttore ozky e-sound, Arte Nel Rumore & Dischi Gatto Alieno
- Artemisio, Cassetta, 2013, Maurizio Bianchi, Massimo Croce, Xxena, D.B.P.I.T., cooproduttore ozky e-sound, Arte Nel Rumore & Dischi Gatto Alieno